# Aphantes melanochorda
Aphantes melanochorda är en fjärilsart som beskrevs av Turner 1919. Aphantes melanochorda ingår i släktet Aphantes och familjen mätare. Inga underarter finns listade i Catalogue of Life.